# GeneXus
GeneXus es una herramienta de desarrollo multiplataforma basada en la representación del conocimiento, principalmente orientada al entorno empresarial para aplicaciones web, dispositivos móviles y aplicaciones para escritorio de Windows. Los desarrolladores describen la aplicación en un lenguaje de alto nivel, principalmente declarativo, a partir del cual se genera código nativo para múltiples entornos.
Incluye un módulo de normalización de bases de datos, que crea y mantiene una estructura óptima de base de datos basada en las vistas del usuario de la realidad descrita en un lenguaje declarativo.
Los lenguajes para los cuales se puede generar código incluyen C#, COBOL, Java incluso para Android y BlackBerry, Objective-C, RPG, Ruby, Visual Basic y Visual FoxPro.
Los sistemas gestores de bases de datos más populares están soportados, como SQL Server, Oracle, DB2, Informix, PostgreSQL y MySQL.
GeneXus está desarrollado por la empresa uruguaya ARTech Consultores SRL.
La última versión es Genexus 18, se lanzó en noviembre de 2022.
Genexus fue adquirida por Globant en abril de 2022.